# Leuculopsis coanaria
Leuculopsis coanaria là một loài bướm đêm trong họ Geometridae.